# Koropie, Kozeleț
Koropie (în ucraineană Короп'є) este o comună în raionul Kozeleț, regiunea Cernihiv, Ucraina, formată numai din satul de reședință.

## Demografie
Componența lingvistică a comunei Koropie
     Ucraineană (99,16%)
     Alte limbi (0,84%)
Conform recensământului din 2001, majoritatea populației comunei Koropie era vorbitoare de ucraineană (99,16%), existând în minoritate și vorbitori de alte limbi.